# Craugastor fleischmanni
Craugastor fleischmanni is een kikker uit de familie Craugastoridae. De soort werd voor het eerst wetenschappelijk beschreven door Oskar Boettger in 1892. Oorspronkelijk werd de wetenschappelijke naam Hylodes fleischmanni gebruikt. De soortaanduiding fleischmanni is een eerbetoon aan de bioloog Carl Fleischmann.
De soort komt endemisch voor in Costa Rica en wordt met uitsterven bedreigd. Craugastor fleischmanni is momenteel door de IUCN als kritiek geclassificeerd.
Craugastor fleischmanni komt alleen voor in de bergbossenen van de Cordillera Central rondom de vulkanen Poás, Barva, Irazú en Turrialba. Na 1986 werd de kikker jarenlang niet meer waargenomen. In 2009 werd een populatie van Craugastor fleischmanni gevonden in Volcán Barva, gevolgd door waarnemingen bij Volcán Poás een jaar later.